# Melnisjka
Melnisjka (bulgariska: Мелнишка) är ett vattendrag i Bulgarien.   Det ligger i regionen Blagoevgrad, i den sydvästra delen av landet, 140 km söder om huvudstaden Sofia.
Trakten runt Melnisjka består i huvudsak av gräsmarker. Runt Melnisjka är det ganska tätbefolkat, med 80 invånare per kvadratkilometer.